# Зноско-Боровский, Евгений Александрович
Евге́ний Алекса́ндрович Зноско-Боро́вский (28 августа 1884, Павловск — 30 декабря 1954, Париж) — русский шахматист, шахматный теоретик и литератор; драматург, критик.

## Биография

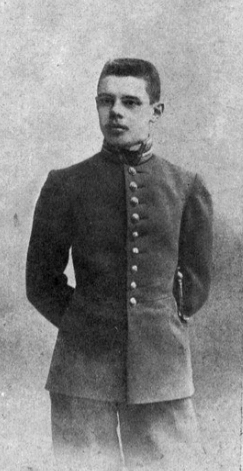
Лицеист Зноско-Боровский

Сын отставного гвардии капитана Александра Александровича Зноско-Боровского.
В 1898 году поступил в 6-й класс Александровского лицея. Некоторое время состоял редактором «Лицейского журнала». Был сильнейшим шахматистом лицея и Санкт-Петербурга. В 1903 году написал сочинение «Нравственное учение христианства». В 1904 году окончил лицей с золотой медалью и был определен на службу в Министерство финансов с чином IX класса.
С началом русско-японской войны поступил вольноопределяющимся в 1-й Восточно-Сибирский стрелковый полк, был ранен под Мукденом. За боевые отличия произведен в зауряд-прапорщики и награжден знаком отличия Военного ордена 4-й степени. Позднее произведен в прапорщики запаса армейской пехоты «за отличие в делах против японцев» (производство утверждено Высочайшим приказом от 9 марта 1906).
Вернувшись с войны, слушал лекции на историко-филологическом факультете Санкт-Петербургского университета. В 1909—1912 годах — сотрудник журнала «Аполлон», в котором печатает театральные рецензии, хронику литературной жизни. В 1909 году познакомился с В. Э. Мейерхольдом. Первая пьеса («Крейсер „Алмаз“», 1910) была замечена критиками, которые отметили влияние М. Метерлинка. Комедия «Обращённый принц» была поставлена Мейерхольдом в 1910 в театре «Дом интермедий». Зноско-Боровский был секундантом Николая Гумилёва на дуэли с Максимилианом Волошиным в ноябре 1909 года.
Редактор шахматных отделов ряда газет и журналов («Новое время», «Нива» и других), сборников «IV Всероссийский шахматный турнир» (1907) и «Международный шахматный конгресс в память М. Чигорина» (1910). Единственный из русских мастеров, выигравший партию у Х. Р. Капабланки во время его гастролей в России (1913).

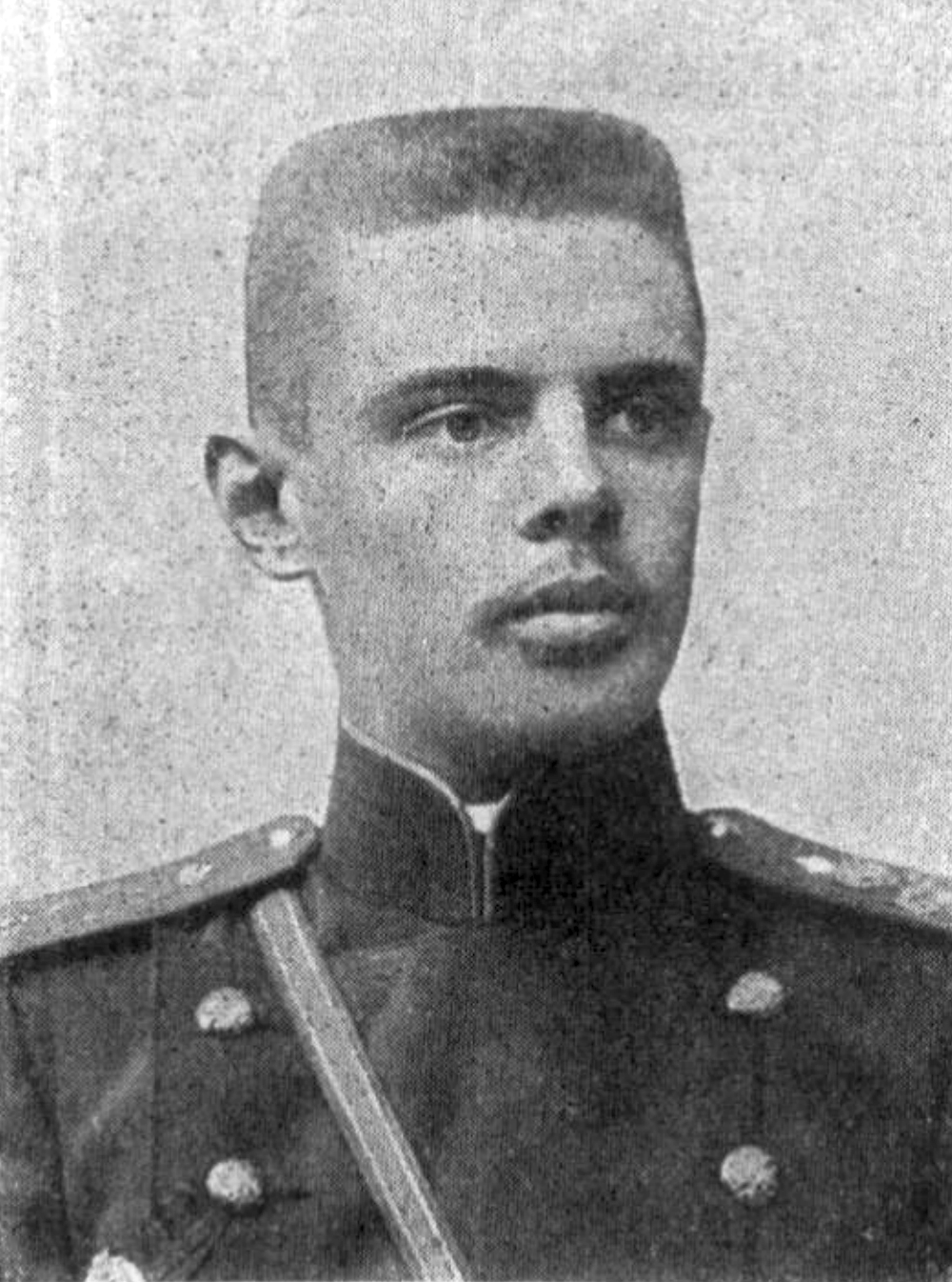
Прапорщик Зноско-Боровский в 1914 году

В Первую мировую войну был призван из запаса в 176-й пехотный Переволоченский полк. За боевые отличия был награждён орденом Св. Станислава 3-й степени с мечами и бантом. В 1914 году был ранен в бою, находился на излечении в лазарете Александровской общины в Петрограде.
Во время Гражданской войны жил в Ростове-на-Дону, сотрудничал в изданиях Добровольческой армии и местной театральной периодике.
С 1920 года во Франции. В эмигрантской прессе опубликовал ряд статей о театре и русской поэзии (о Блоке, Волошине, Ахматовой), рецензии на книги стихов Марины Цветаевой, Владислава Ходасевича, Евгения Шкляра и других поэтов.
Работы Зноско-Боровского по шахматам посвящены проблемам миттельшпиля и эндшпиля, характеристике выдающихся шахматистов. Его творчество как шахматного литератора высоко оценивал Набоков.
Похоронен на кладбище Сент-Женевьев-де-Буа в Париже.

## Семья
- Жена — Мария Васильевна Зноско-Боровская (урождённая Нерпина, по сцене Филаретова-Багрова; 1882—1946), актриса.
  - Сын — Кирилл Евгеньевич Зноско-Боровский (1912—1966), писатель (псевдоним Эдмон Кари), активный деятель Французской коммунистической партии.
- Сестра — Надежда Александровна, актриса, была замужем за писателем Сергеем Абрамовичем Ауслендером.
- Брат — Сергей Александрович (1879—1911), шахматист I категории и шахматный организатор.

## Спортивные результаты
| Год         | Город            | Турнир                                                           | +       | −     | =     | Результат                   | Место  |
| ----------- | ---------------- | ---------------------------------------------------------------- | ------- | ----- | ----- | --------------------------- | ------ |
| 1902        | Петербург        | Турнир сильнейших петербургских шахматистов                      |         |       |       |                             |        |
| 1903        | Петербург        | Турнир сильнейших петербургских шахматистов                      |         |       |       |                             | 1      |
|             | Киев             | Всероссийский турнир                                             | 9       | 6     | 4     | 11 из 19                    | 6—7    |
| 1904        | Петербург        | Матч с Э. С. Шифферсом                                           | 1       | 2     | 1     | 1½ : 2½                     |        |
| 1905 / 1906 | Петербург        | Всероссийский турнир                                             | 10      | 3     | 3     | 11½ из 16                   | 4      |
| 1906        | Остенде          | Международный турнир (1-й круг) (2-й круг) (3-й круг) (4-й круг) | 5 1 2 1 | 2 1 2 | 2 4 0 | 6 из 9 3 из 6 2 из 4 1 из 3 | [ 6 ]  |
|             | Нюрнберг         | 15-й конгресс Германского шахматного союза                       | 5       | 6     | 5     | 7½ из 16                    | 9—11   |
|             | Петербург        | Турнир петербургских шахматистов                                 | 2       | 10    | 0     | 2 из 12                     | 4      |
| 1906 / 1907 | Петербург        | Турнир сильнейших петербургских шахматистов                      |         |       |       |                             | 1      |
| 1907        | Лодзь            | Всероссийский турнир                                             | 6       | 3     | 3     | 7½ из 12                    | 3—4    |
|             | Остенде          | Международный турнир                                             | 9       | 7     | 12    | 15 из 28                    | 12—14  |
| 1909        | Петербург        | Турнир памяти М. И. Чигорина                                     | 3       | 11    | 4     | 5 из 18                     | 19     |
| 1911        | Петербург        | Турнир сильнейших петербургских шахматистов                      |         |       |       |                             | 1      |
|             |                  | Матч Петербург — Москва (против А. А. Алехина)                   | 0       | 0     | 1     | ½ из 1                      |        |
| 1912        |                  | Матч Москва — Петербург (против А. А. Алехина)                   | 0       | 0     | 1     | ½ из 1                      |        |
| 1913        | Петербург        | Показательные партии с Х. Р. Капабланкой                         | 1       | 1     | 0     | 1 из 2                      |        |
|             | Петербург        | Турнир с участием О. Дураса                                      | 0       | 1     | 2     | 1 из 3                      | 4      |
| 1913 / 1914 | Петербург        | Всероссийский турнир мастеров                                    | 8       | 5     | 4     | 10 из 17                    | 6—7    |
| 1922        | Лондон           | Международный турнир                                             | 4       | 9     | 2     | 5 из 15                     | 12—13  |
| 1923        | Схевенинген      | Международный турнир                                             | 5       | 4     | 1     | 5½ из 10                    | 8—9    |
| 1924        | Уэстон-Сюпер-Мэр | Международный турнир                                             | 6       | 2     | 1     | 6½ из 9                     | 3      |
| 1925        | Париж            | Международный турнир                                             |         |       |       | 4 из 8                      | 3—4    |
| 1926        | Эдинбург         | Международный турнир                                             |         |       |       |                             |        |
|             | Бирмингем        | Международный турнир                                             | 2       | 2     | 1     | 2½ из 5                     | 2—3    |
|             | Скарборо         | Международный турнир (группа B)                                  | 2       | 1     | 3     | 3½ из 6                     | 3—4    |
|             | Будапешт         | Международный турнир                                             | 3       | 9     | 3     | 4½ из 15                    | 16     |
| 1927        | Париж            | Чемпионат Парижа                                                 |         |       |       |                             |        |
|             | Танбридж-Уэллс   | Международный турнир                                             | 1       | 4     | 2     | 2 из 7                      | 8      |
| 1928        | Челтенхем        | Международный турнир                                             | 3       | 2     | 2     | 4 из 7                      | 3      |
|             | Тенби            | Международный турнир                                             |         |       |       |                             |        |
| 1929        | Париж            | Чемпионат Парижа                                                 |         |       |       |                             |        |
|             | Париж            | Международный турнир                                             |         |       |       |                             |        |
|             | Рамсгит          | Международный турнир                                             | 2       | 2     | 3     | 3½ из 7                     | 7—8    |
| 1930        | Париж            | Международный турнир                                             |         |       |       | 5 из                        | 1      |
|             | Ницца            | Международный турнир                                             | 7       | 2     | 2     | 8 из 11                     | 3      |
| 1931        | Ницца            | Международный турнир                                             | 2       | 2     | 5     | 4½ из 9                     | 4—8    |
| 1933        | Париж            | Международный турнир                                             |         |       |       |                             | [ 18 ] |
| 1935        | Тататоварош      | Чемпионат Венгрии                                                | 2       | 6     | 9     | 6½ из 17                    | 11—16  |
| 1938        | Париж            | Международный турнир (L'Echiquier)                               | 7       | 6     | 2     | 8 из 15                     | 7—8    |
|             | Париж            | Международный турнир                                             | 1       | 4     | 5     | 3½ из 10                    | 5      |
| 1946        | Зандам           | Международный турнир                                             | 2       | 8     | 1     | 2½ из 11                    | 11—12  |
| 1947        | Баарн            | Международный турнир                                             |         |       |       |                             |        |

## Награды
- Знак отличия военного ордена 4-й ст. (№ 119816)
- Орден Святого Станислава 3-й ст. с мечами и бантом (ВП 14.02.1915)
- Орден Святой Анны 3-й ст. (ВП 30.07.1915)

## Книги
- Крейсер «Алмаз». СПб., 1910. 87 с.
- Пути развития шахматной игры : Мысли и характеристики. СПб., 1910. IV, 107, [2] с.
- Х.-Р. Капабланка : Опыт характеристики. СПб., 1911. 42 с.
- Кодекс шахматной игры : Справочная книга шахматиста. СПб., 1913. VI, 228 с.
- Обращенный принц : Комедия в 3 д. Пб., 1919. 54 с.
- Русский театр начала XX века. Прага, 1925. [1], IV, 443 с.
- Теория середины игры в шахматах. Л., 1925. 256 с.
- Шахматы и их чемпионы : (Мысли и характеристики). (Стейниц, Чигорин, Ласкер, Тарраш, Шлехтер, Рубинштейн, Капабланка, Алехин, Рети, Боголюбов). Л., 1925. 176 с.
- Капабланка и Алехин : Борьба за мировое первенство в шахматы. Париж, 1927. 128 с.
- Русский театр начала XX века / [подгот. текста и примеч.: А. В. Заславская и В. О. Семеновский; вступ. ст.: Е. К. Соколинский]. — М. : Навона, 2014. — 557, [2] с. — ISBN 978-5-91798-029-4.